# Мирослав Туђман
Мирослав Туђман (Београд, 25. мај 1946 — Загреб, 31. јануар 2021) био је хрватски научник, професор и политичар, најстарији син првог председника Хрватске Фрање Туђмана и Анкице Жумбар.

## Биографија
Рођен је 1946. године у Београду, где је завршио основну школу, након чега се са породицом преселио у Загреб 1961. године. Добио је име по писцу Мирославу Крлежи, којег је његов отац ценио у том периоду. Завршио је гимназију, а након тога и Филозофски факултет Свеучилишта у Загребу 1970. године. Остао је да ради на факултету и докторирао на истом, 1985. године. Године 1989. основао је Институт за информационе студије при Филозофском факултету.
Учествовао је у рату у Хрватској 1991. године, а 1992. постао је шеф Центра за стратешка истраживања. Касније је био заменик предстојника Уреда за националну сигурност, а након тога основао је и водио прву Хрватску обавештајну службу од 1993. до 1998. године, а затим и од 1999. до 2000. године. Председник Туђман одликовао га је Редом кнеза Домагоја с огрлицом за ратне заслуге као члана политичке управе Министарства одбране Републике Хрватске. Године 1998 постао је редовни професор на Филозофском факултету у Загребу.
Први политички подухват остварио је као суоснивач левичарске Социјалдемократске странке Хрватске заједно са пријатељем Антуном Вујићем, 1990. године, али је убрзо прешао у странку ХДЗ, код свог оца. Током деведесетих година био је углавном политички неактиван. Након очеве смрти и првог изборног пораза ХДЗ, 2000. године, кандидовао се за Загребачку скупштину као независни кандидат на локалним изборима 2001. године и освојио 7,6% гласова. Током 2001. заједно са Ненадом Иванковићем основао је десничарску странку Хрватски истински препород, која је касније сарађивала са Хрватским блоком на чијем челу је био Ивица Пашалић, такође некадашњи члан ХДЗ. На изборима за заступнике у Хрватски сабор 2003. године нису постигли успех. Године 2009. био је независни кандидат на председничким изборима, а завршио је на седмом месту у првом кругу гласања са 4,09% гласова.
Туђман се касније поново придружио ХДЗ-у и 2011. године и остварио успех на парламентарним изборима на листи ХДЗ-а у 7. скупштини. У скупштини је био и након избора 2015, 2016 и 2020. године.
Преминуо је 31. јануара 2021. године у Загребачкој болници за инфективне болести, у коју је примљен неколико дана пре због компликација од ковида 19.

## Дела
Туђман је аутор и уредник више књига и зборника. Такође, објавио је преко 150 научних и стручних радова у часописима и зборницима. Нека од његових дела су :
- Структура културне информације (1983)[8][9]
- Парадигма информацијске знаности (1985), докторска дисертација[10]
- Теорија информацијске знаности (1986)[11]
- Обавијест и знање (1990)[12]
- Увод у информацијску знаност (1992), средњошколски уџбеник[13]
- Прича о Падију Ешдаувну и Туђмановој салвети (2003)[14]
- Криви за злочин самоодређења? (2003)[15]
- Приказалиште знања (2003)[16]
- Истина о Босни и Херцеговини (2005)[17]
- Вријеме кривоклетника (2006)[18]
- Информацијско ратиште и информацијска знаност (2008)[19][20]
- Програмирање истине (2012)
- Програмиране херезе и хрватски отпори (2013
- Босна и Херцеговина у раљама западне демократије (2013)
- Ослобађајуће пресуде хашкога Суда Туђмановој Хрватској (2014)
- Туђманов архив (2015)
- Друга страна Рубикона (2017)[21][22]
- Хашки криволов (2019)[23][24][25]

## Награде и признања
- Ред кнеза Домагоја с огрлицом (1995)[26]
- Награда „Били смо кад је требало” (2006)
- Награда Љубица Штефан (2017)[27]